# 4-吡啶酮
4-吡啶酮是一种有机化合物，化学式为C
5H
4NH(O)，它是无色固体，和其少量的互变异构体4-羟基吡啶处于平衡状态。4-吡啶酮及其衍生物可由4-吡喃酮和胺在质子溶剂中反应得到。

氟啶酮是一种含4-吡啶酮结构单元的除水草剂。